# Клёмово
Клёмово — село в городском округе Серебряные Пруды Московской области России.

## География
Село находится в южной части области, в лесостепной зоне, при автодороге 46Н-11094, на расстоянии примерно 5 километров (по прямой) к северу от рабочего посёлка Серебряные Пруды, административного центра района. Абсолютная высота — 178 метров над уровнем моря.

### Климат
Климат характеризуется как умеренно континентальный, с умеренно холодной снежной зимой и тёплым летом. Среднегодовая температура воздуха — 6 °C. Средняя температура воздуха самого холодного месяца (февраля) — −7,7 °C (абсолютный минимум — −34,8 °C), средняя температура самого тёплого (июля) — 20 °С (абсолютный максимум — 39,4 °C). Продолжительность вегетационного периода составляет 180 дней. Годовое количество атмосферных осадков — 598 мм, из которых 425 мм выпадает в период с апреля по октябрь.

### Часовой пояс
Клёмово, как и вся Московская область, находится в часовой зоне МСК (московское время). Смещение применяемого времени относительно UTC составляет +3:00.

## Население
| 2002 | 2006 | 2010 |
| ---- | ---- | ---- |
| 154  | ↘139 | ↗177 |

### Национальный состав
Согласно результатам переписи 2002 года, в национальной структуре населения русские составляли 95 %.